# Зудерман, Герман
Ге́рман Зу́дерман (нем. Hermann Sudermann; 1857—1928) — немецкий беллетрист и драматург.

## Биография
Герман Зудерман родился 30 сентября 1857 в Матцикене, округ Хайдекруг (в настоящее время Мацикай, Шилутский район, Литва). В ранней юности учился на аптекаря, но позже обучался в Тильзитской гимназии, затем учился в Кёнигсбергском университете и Берлине. С 1877 года и до конца жизни проживал в Берлине.
Свою писательскую карьеру Зудерман начинал в качестве журналиста. Первый же его литературный роман — «Заклятие Фрау Зорге» (Frau Sorge, 1887) получил отличные отзывы. Драма «Честь» (Die Ehre, 1889), сделала известным на всю Германию и возвела в ранг писателей, подающих большие надежды. Она облетела все германские и многие иностранные сцены (в том числе шла и в России). Пьеса «Гибель Содома» (Sodoms Ende, 1891) не получила таких же лестных оценок, но это не смутило Зудермана — последовала публикация пьесы «Родина» (Heimat, 1893), получившая среди читающих людей заслуженный успех. Все три драмы отличаются серьёзными литературными достоинствами, написаны очень сценично и имеют психологический интерес. Главные недостатки — погоня за внешними драматическими эффектами и остроумной парадоксальностью, в ущерб жизненной правде, реальной простоте и верному изображению характеров.
До 1908 года Зудерман успел написать много драматических произведений, в числе которых можно выделить «Счастье в уголке» (Das Glück im Winkel, 1895), «Иоанн Креститель» (Johannes, 1898), «Иоанново пламя» (Johannisfeuer, 1900), «Да здравствует жизнь!» (Es lebe das Leben, 1912). Говоря о позднем периоде творчества писателя, нужно остановиться на снискавшем противоречивые отклики, но всё же ставшем довольно популярным, романе «Высокая песнь» (Das hohe Lied, 1908).

## «Путешествие в Тильзит»
Отдельно стоит упомянуть сборник рассказов и новелл «Литовские истории» (Litauische Novellen, 1917). Новелла «Путешествие в Тильзит» (Die Reise nach Tilsit), вышедшая в этом сборнике — одна из лучших прозаических работ писателя, по глубине психологизма и мастерству описания внутренних чувств и переживаний героев некоторые критики сравнивали её с великим романом Ф. М. Достоевского «Преступление и наказание».
Новелла впервые была экранизирована в 1927 году блестящим немецким режиссёром Фридрихом Вильгельмом Мурнау под названием «Восход солнца». Этот фильм получил три «Оскара» на первой церемонии вручения премии: 1) лучший фильм (приз за выдающиеся художественные достоинства, причем полностью номинация звучала так: «уникальная и высокохудожественная картина» (больше таких номинаций не было, так что «Восход солнца» остался первым и единственным фильмом, получившим премию за лучший фильм в этой номинации); 2) лучшая актриса (Джанет Гейнор); 3) лучший оператор.
Затем последовала экранизация под оригинальным названием «Путешествие в Тильзит» 1939 года, где режиссёром выступил Файт Харлан. Часть съемок происходила непосредственно в Тильзите, что делает фильм уникальным материальным свидетельством, историческим источником важных сведений об архитектуре и жизни старого города.
В 1969 году состоялась третья экранизация произведения — на сей раз как телефильм, на немецком общественном телеканале «ZDF», снова под оригинальным названием «Путешествие в Тильзит». Режиссер Гюнтер Граверт.
В 1980 году новелла была экранизирована в четвертый раз литовским режиссером Арунасом Жебрюнасом. Фильм называется «Путешествие в рай». Интересно, что Тильзит в нём не упоминается вовсе.

## Творческий метод
Как беллетрист Зудерман пишет легко и занимательно, но в его романах и повестях, рядом с правдивыми и задушевными страницами, немало придуманного и невероятного. На некоторых его произведениях (например, «Frau Sorge») лежит отпечаток болезненной нервности и какого-то наивного фатализма. Он не чувствует, не мыслит как реалист — он только улавливает действительность и при этом, главным образом, только её резко выступающие, кричащие стороны.
Как драматург Зудерман смелее; он видимо старается отрешиться от традиционного миропонимания и ходячих оценок, но и тут он делает уступки рутине, идет по проторённым дорожкам и не говорит нового слова, а заставляет только удивляться своему литературному таланту и гибкому остроумию. Быть может, это колебание между старым и новым, между осуждением отживающих идей и неспособностью вполне оторваться от них, и является причиной того пессимизма и той безысходной грусти, которыми запечатлено большинство произведений Зудермана.

## Признание и память
- Имя Германа Зудермана носила одна из улиц города Тильзита (в настоящий момент — это переулок Свободы города Советска).
- В 1993 году новый театральный сезон Тильзит-театра из Советска открылся премьерой спектакля «Бой бабочек» по одноименной комедийной пьесе (1894) Германа Зудермана.
- В 2007 году последовало большое событие в культурной жизни города Советска — на русском языке вышла книга «Литовские истории», содержащее классический и ключевой для города роман «Путешествие в Тильзит». В 2011 году последовало издание романа «Заклятие фрау Зорге» (1887), о немецком сказочном персонаже, злой ведьме, которая постоянно вмешивается в судьбу людей.
- Имя Германа Зудермана носит гимназия с преподаванием на немецком и литовском языках в Клайпеде (Литва).